# Vincenz Priessnitz

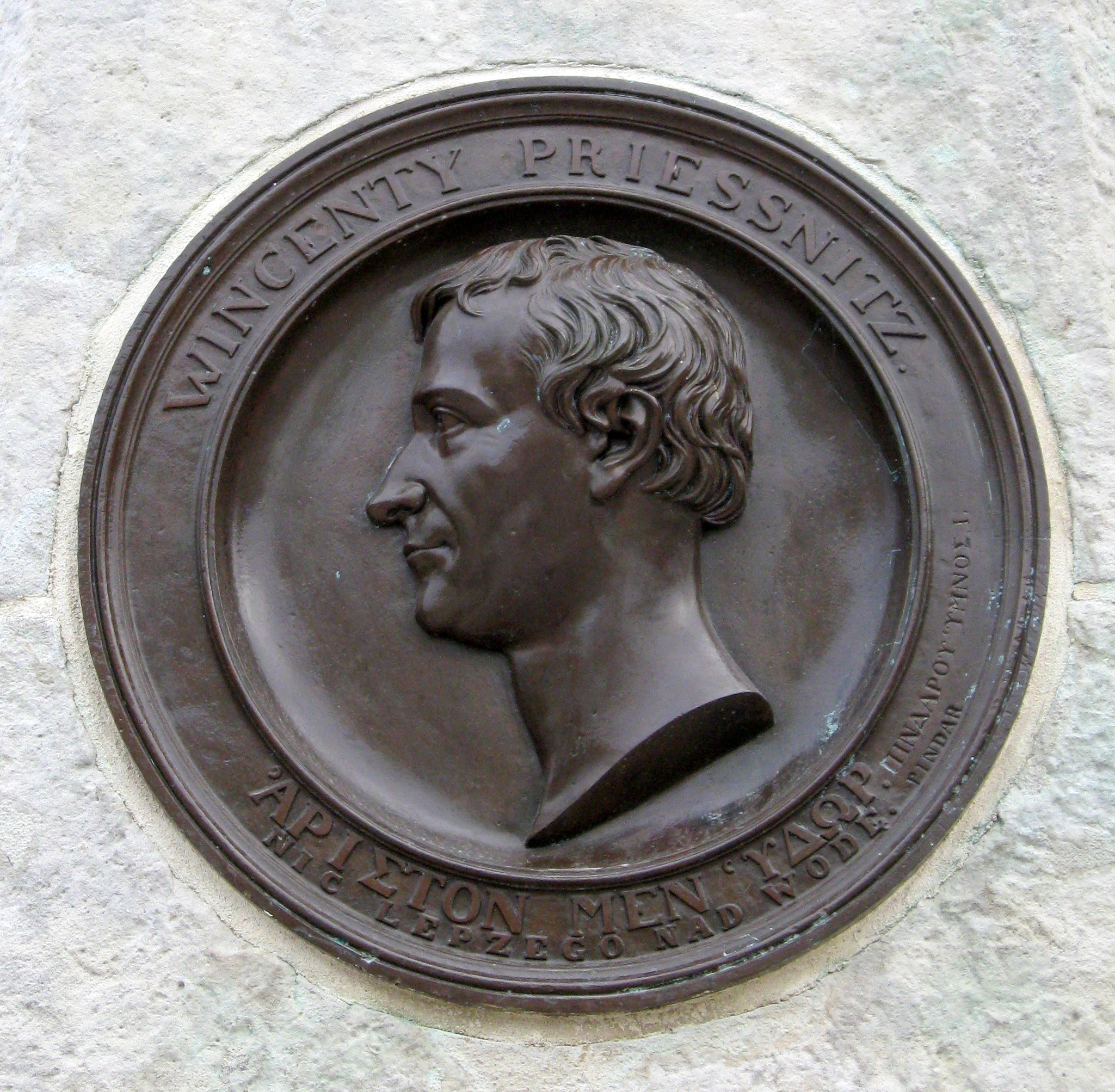
Tablica pamiątkowa na cokole Fontanny Higiei w Poznaniu, ufundowanym przez Edwarda Raczyńskiego w 1841 roku

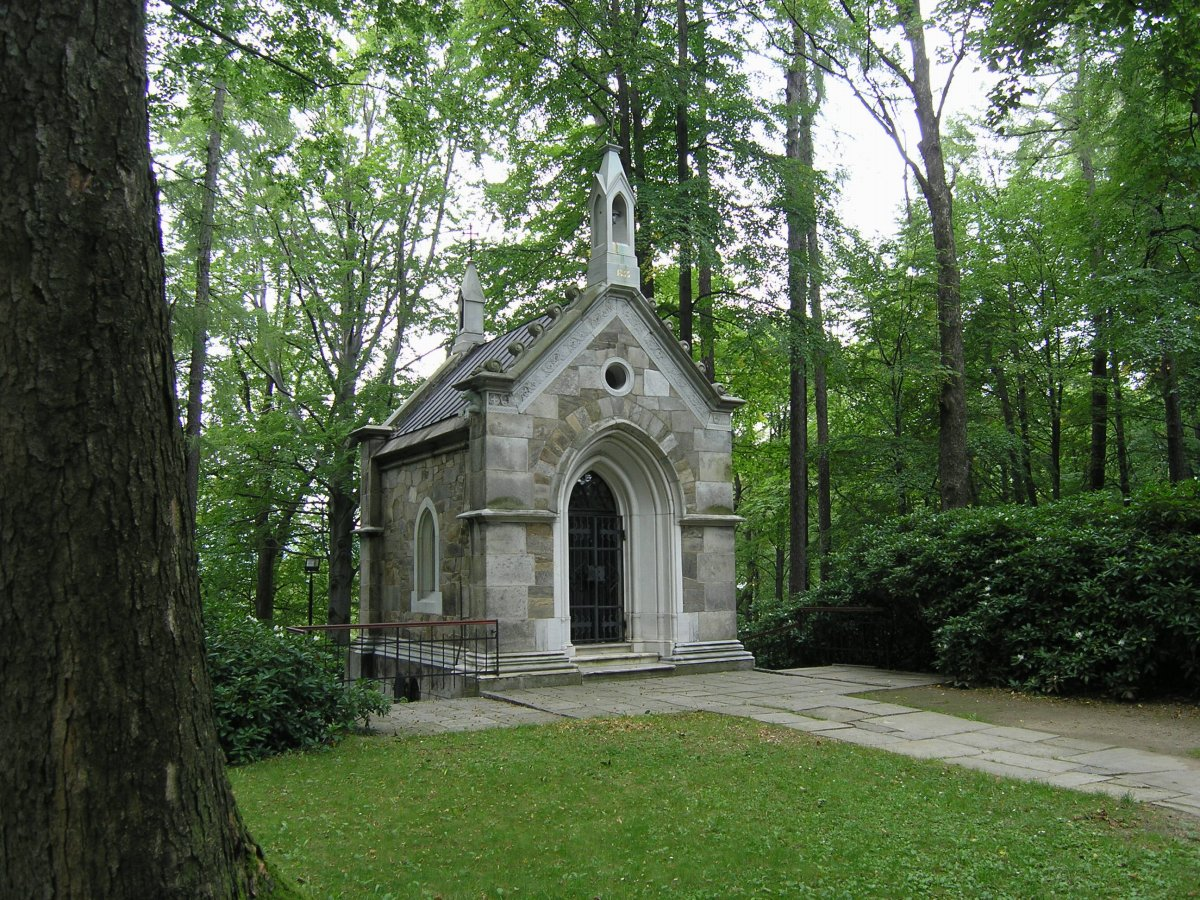
Wzgórze Gräfenberg, Jesionik, kaplica nad grobowcem Vincenta Priessnitza

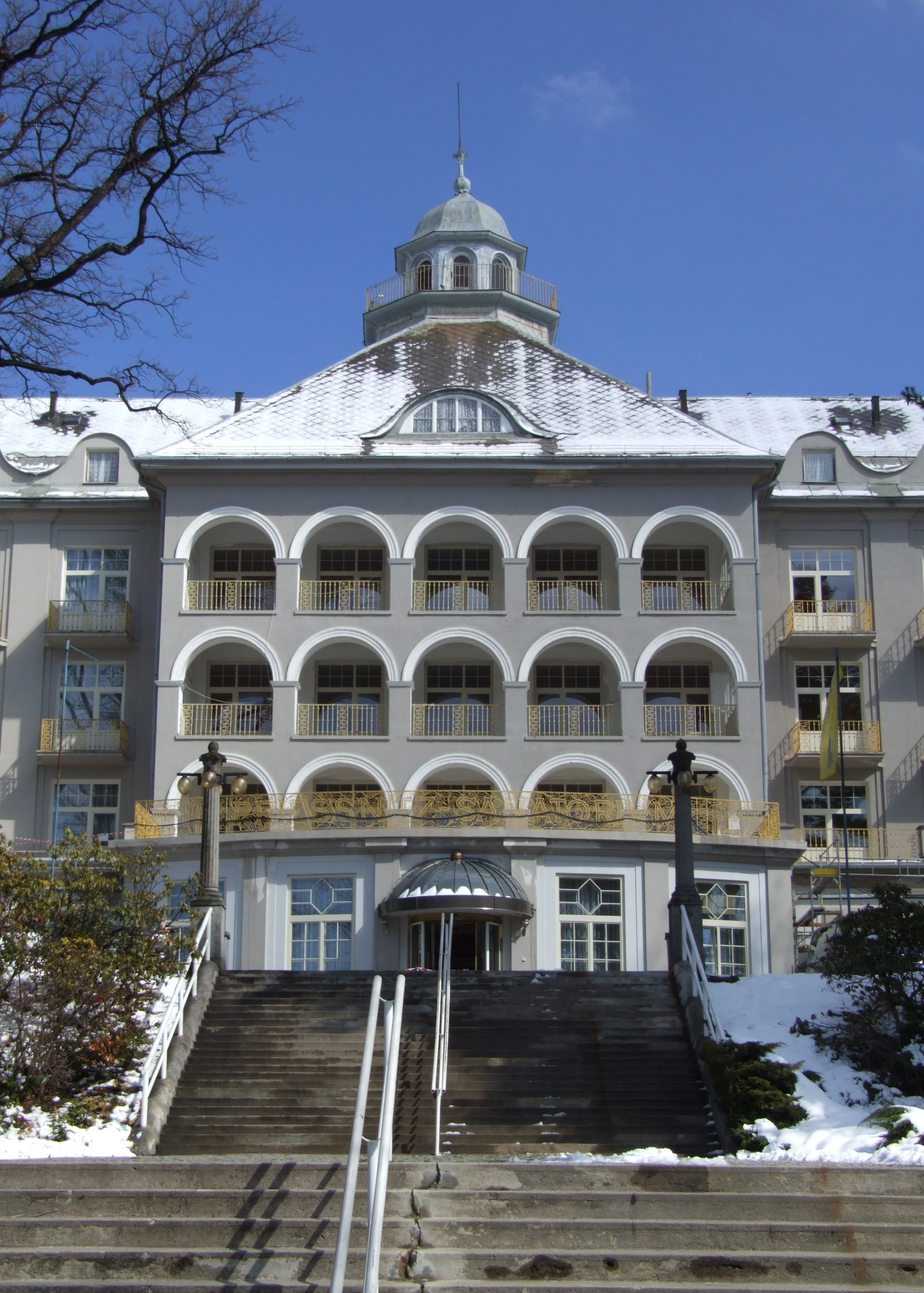
Hotel w Jesioniku, nazwany jego nazwiskiem

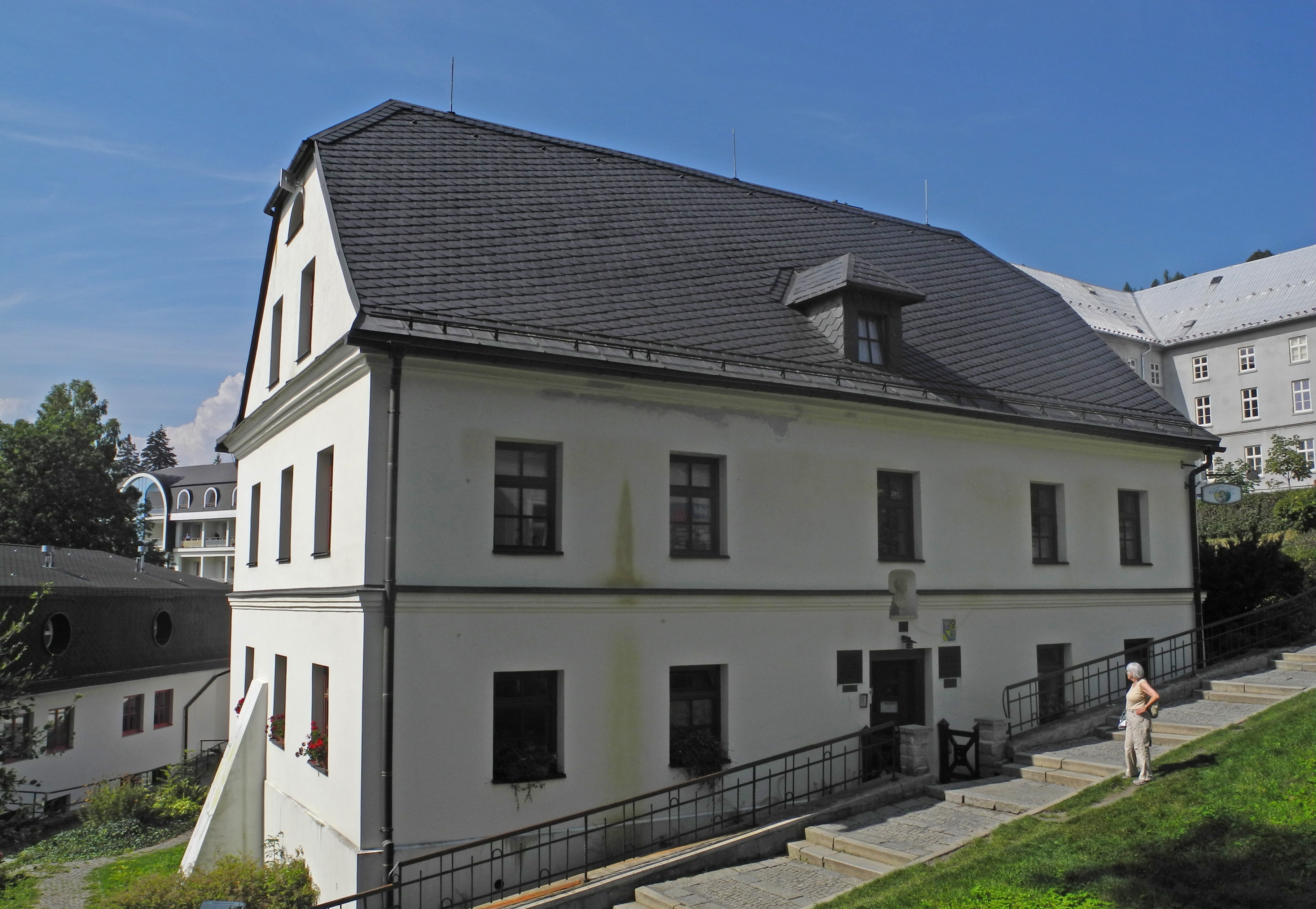
Dom Vincenza Priessnitza

Vincenz Priessnitz (Vincenz Prisnitz, Vincenz Prißnitz, cz. Vincent Priessnitz), (ur. 4 października 1799 w Lázně Jeseník 3,5 km na północ od Jesionika, zm. 28 listopada 1851 tamże) – samouk w zakresie medycyny niekonwencjonalnej i naturalnej pochodzący z ówczesnego Śląska Austriackiego.
Na obszarze ówczesnych Niemiec i Austrii był uznawany za kontynuatora i wskrzesiciela metod hydroterapii zapoczątkowanych przez Siegmunda Hahna i Johanna Siegmunda Hahna.

## Życiorys
Vincenz Prießnitz był najmłodszym z sześciorga rodzeństwa. Jego rodzicami byli gospodarz Franz Prießnitz i jego żona Theresia Kappel. Po śmierci najstarszego brata i utracie wzroku przez ojca, w wieku 12 lat Vincenz przerwał naukę i skoncentrował się na pracy w rodzinnym gospodarstwie. Z krótkiego pobytu w szkole nie wyniósł zdolności czytania i pisania, był analfabetą. W wieku 16 lub 17 lat spadł z płochliwego konia a wóz przejechał mu pierś i złamał dwa żebra. Bez pomocy lekarskiej naraził się na powikłania – choroby organów wewnętrznych. Wezwany znachor uznał obrażenia za nie do wyleczenia, w najlepszym razie Vincenz miał zostać kaleką na zawsze. Z braku środków finansowych musiał sobie pomóc sam. Do rany przyłożył nasączony zimną wodą opatrunek, bandażując ją ciasno wieloma warstwami chust. Żebra zrosły się bardzo szybko – dając w ten sposób początek metodzie „opatrunków Prießnitza”. Wkrótce też Vincenz otrzymał przydomek „wodnego lekarza”.
W 1828 zawarł związek małżeński z Zofią, córką wójta gminy Česká Ves (niem. Böhmischdorf), położonej 4 km na północny wschód od Jesionika. Z małżeństwa tego miał syna i sześć córek.
W 1848 doznał poważnego udaru mózgu, oprócz tego stwierdzono u niego niepokojące zmniejszenie wątroby oraz symptomy przewodnienia. Zmarł 28 listopada 1851 w wieku 52 lat.
Pozostawiony przez niego majątek został oszacowany na 10 milionów ówczesnych guldenów. Syn Vincenza był wówczas jeszcze małoletni i będący w posiadaniu Prießnitza zakład uzdrowiskowy przeszedł w ręce jednego z jego zięciów.

## Zakład kuracyjny
W 1826 przybyli pierwsi chorzy kuracjusze spoza najbliższej okolicy zamieszkania Prießnitza. Dla nich też urządził specjalny dom kuracyjny z łaźnią, w której stosował terapie wodne. W 1829 roku został przez wielu lekarzy oskarżony o znachorstwo.
Rozprawa sądowa zakończyła się uniewinnieniem Prießnitza, gdyż jego metody leczenia opierały się na wyłącznym stosowaniu wody bez współdziałania z jakimikolwiek medykamentami i ziołami. W 1830 roku otrzymał od władz austriackich oficjalne zezwolenie na otworzenie i prowadzenie zakładu kuracyjnego opierającego się na metodach wodoleczniczych.
Wkrótce w łaźni zakładu kuracyjnego zainstalowano olbrzymią na ówczesne czasy wannę o średnicy 10 metrów, w której kuracjusze mogli nawet pływać. Wewnątrz wanny znajdowała się mała fontanna. W 1832 został zmuszony do rozbudowy dobrze prosperującego zakładu, dobudował wówczas nowy budynek z 18 pokojami i wielką salą. Równocześnie w zakładzie kuracyjnym mogło przebywać ok. 100 pacjentów. W 1838 uzyskał pozwolenie na prowadzenie uzdrowiska. Do śmierci Vincenza w 1851 roku z terapii wodnych zakładu skorzystało 36 000 pacjentów. Zakład wodoleczniczy istnieje do dziś (Lázně Jeseník, dzielnica Jesionika) w Czechach.
Metody Prießnitza nie były nowatorskie (były raczej kontynuacją i rozwinięciem istniejących metod), przyczyniły się jednak znacznie do spopularyzowania metod wodolecznictwa.
Za rozwój chorób wewnętrznych Prießnitz obwiniał przede wszystkim „złe soki” w organach, które należy z ciała usunąć. Wykorzystywał zimną wodę i zimne okłady jako terapię przy różnych diagnozach, zalecał również specjalne diety oparte na wodzie, mleku i zimnych niedoprawionych potrawach oraz gimnastykę i spacery. Był również zwolennikiem hartowania organizmu poprzez lodowate prysznice (spadek wody z kilku metrów na pacjentów; pierwszy prysznic jego konstrukcji był po prostu zlokalizowaną na wolnym powietrzu rynną, z której woda ze źródeł spadała na głowy kuracjuszy). Korzystał również z wód leczniczych, lewatyw, kąpieli i saun. Leczył wyłamane stawy kończyn, złamania, wylewy podskórne, reumatyzm, artretyzm, zaparcia oraz choroby układu pokarmowego.
Samodzielnie nie napisał i nie wydał niczego, swoje doświadczenie i metody przekazał córce Hedwidze, która skwapliwie notowała dyktowane jej przez ojca treści. Notatki te, znane jako Vincenza Prießnitza Rodzinna Księga Wodna (Vinzenz Prießnitz’sche Familien Wasserbuch), znajdują się w Instytucie Historii Medycyny Uniwersytetu Wiedeńskiego.
W 1846, w imieniu cesarza Austrii, za swoją działalność leczniczą został odznaczony złotym medalem zasługi. W parku miejskim w Jesioniku (pomnik Vincenza Priessnitza w Jesioniku) i w Wiedniu w „Parku przy Tureckim Szańcu” (Türkenschanzpark) znajdują się pomniki poświęcone Vincenzowi Prießnitzowi. Na Placu Wolności w Poznaniu znajduje się pomnik greckiej bogini zdrowia Hygiei z inskrypcją poświęconą Priessnitzowi, ufundowany w 1841 przez hr. Edwarda Raczyńskiego.

## Dziedzictwo
W Niemczech od 1960 organizacja grupująca specjalistów z zakresu medycyny niekonwencjonalnej (Heilpraktikerschaft) nadaje „Medal Prießnitza”.
Nazwisko Prießnitza weszło na stałe do zasobów języka polskiego. To właśnie od jego spolonizowanej formy wywodzi się słowo prysznic.